# Gul Makai
Gul Makai es una película india biográfica de 2020, dirigida por H.E. Amjad Khan y escrita por Bhaswati Chakrabarty, Producido por Tekno Films y Pen Studios. La película fue lanzada en lenguas hindi y urdu. La película está basada en la vida de la activista por la educación femenina paquistaní y la premio Nobel más joven, Malala Yousafzai. La actriz debutante Reem Shaikh interpreta a Malala.  La película se estrenó el 31 de enero de 2020.

## Argumento
Gul Makai cuenta el valiente viaje y lucha de la ganadora del premio Nobel de la Paz en 2014, Malala Yousafzai, desde su niñez humilde en el Valle de Swat  en el noroeste de Pakistán a su vindicación de la educación libre para todas las  mujeres. Cuándo Swat  Valley fue tomado por el régimen talibán en 2009 y la ley Sharia impuesta a sus habitantes, Malala reclamó los derechos de las chicas, especialmente el de recibir una educación completa. Empezó a bloguear en la web urdu de la BBC bajo el seudónimo Gul Makai, contra la opresión sufrida en Swat Valley. Como continuó con su activismo, obteniendo en todo el mundo reconocimiento y ayuda, fue atacada y disparada por un hombre armado talibán en nombre de la oposición violenta de la organización contra la educación femenina.

## Reparto
- Reem Shaikh Como Malala Yousafzai
- Atul Kulkarni Como Ziauddin Yousafzai
- Divya Dutta Como Toor Pekai Yousafzai
- Om Puri Como General Ashfaq Parvez Kayani
- Arif Zakaria Cuando Sufi Muhammad
- Mukesh Rishi Como Maulana Fazlullah
- Abhimanyu Singh Como Hakimullah Mehsud
- Pankaj Tripathi Como Baitullah Mehsud
- Sharib Hashmi Como Ataullah Khan
- Kamlesh Gill Como la Abuela
- Manoj Maran Cuando Vecino. -->Deepak Soni

## Banda sonora
La música incidental de la película ha sido compuesta por Amar Mohile. La canción principal fue escrita por Bhaswati Chakrabarty y las canciones   restantes escritas y compuestas por H.E. Amjad Khan.